# Peter Maloney
Pour les articles homonymes, voir Maloney.
Peter Maloney est un acteur américain, né le 23 novembre 1944 à Chicago (Illinois), aux États-Unis.

## Biographie
D'abord marié avec l'actrice Ellen Sandler, il épouse ensuite l'actrice Kritsin Grinffith, avec laquelle il a un fils.

## Filmographie

### Cinéma
- 1968 : Greetings : Earl Roberts
- 1969 : Putney Swope (en) de Robert Downey Sr. : Putney's Chauffeur
- 1970 : Hi, Mom! de Brian De Palma : Pharmacist
- 1975 : Capone : Jake Guzik
- 1976 : Deadly Hero
- 1979 : I love you, je t'aime (A Little Romance) : Martin
- 1979 : La Bande des quatre (Breaking Away) : Docteur
- 1979 : Amityville, la maison du diable (The Amityville Horror) : Newspaper Clerk
- 1980 : L'Impossible témoin (Hide in Plain Sight) : Lee McHugh
- 1980 : The Children : Frank
- 1982 : La Montagne magique (Der Zauberberg)
- 1982 : The Thing : George Bennings
- 1983 : De si gentils petits... monstres ! (The Children) : Frank
- 1985 : Recherche Susan désespérément (Desperately Seeking Susan) : Ian
- 1986 : Le Sixième Sens (Manhunter) de  Michael Mann : Dr. Dominick Princi
- 1988 : The Appointments of Dennis Jennings : Dr. Wilson
- 1989 : Le Carrefour des Innocents (Lost Angels) : Dr. Peter Ames
- 1990 : Tante Julia et le scribouillard (Tune in Tomorrow...) : Luther Aslinger
- 1991 : JFK : Colonel Finck
- 1992 : L'Œil public (The Public Eye) : Federal Watchman
- 1994 : Robot in the Family
- 1995 : Jeffrey : Dad
- 1996 : The Dadshuttle : Senior
- 1996 : Mesure d'urgence (Extreme Measures) : Mr Randall'
- 1996 : La Peau sur les os (Thinner) : Biff Quigley
- 1996 : La Chasse aux sorcières (The Crucible) de Nicholas Hytner : Dr. Griggs
- 1997 : Parties intimes (Private Parts) : Researcher
- 1997 : Washington Square : Jacob Webber (Notary)
- 1998 : L'Objet de mon affection (The Object of My Affection) : Desk Clerk
- 1999 : Summer of Sam : Detective Timothy Dowd
- 1999 : Curtain Call : Maurice
- 2000 : Les Initiés (Boiler Room) : Dr. Jacobs
- 2000 : Requiem for a Dream : Dr. Pill
- 2001 : K-PAX - L'homme qui vient de loin (K-Pax) : Duncan Flynn
- 2002 : Standard Time : Cliff Mendelson
- 2015 : As Good As You : Ray

### Télévision
- 1975 : Columbo : Eaux troubles (Troubled Waters) (Série) : Artie Podell
- 1979 : Sanctuary of Fear : Eli Clay
- 1979 : My Old Man : Vétérinaire
- 1980 : This Year's Blonde (en) : Darryl F. Zanuck
- 1980 : Revenge of the Stepford Wives de Robert Fuest : Henry le droguiste
- 1981 : À l'est d'Éden ("East of Eden") (feuilleton)
- 1982 : Callahan (série) : Mustaf
- 1987 : The Saint in Manhattan
- 1989 : Our Town : Mr Webb
- 1989 : Money, Power, Murder. de Lee Philips (téléfilm) : Charlie
- 1992 : Citizen Cohn, le persécuteur : Ray Kaplan
- 1993 : Queen (en) (feuilleton) : Perkins
- 1994 : Assault at West Point: The Court-Martial of Johnson Whittaker : Capitaine William Smith Michie
- 1998 : Sans issue (Thicker Than Blood) : James
- 2004 : New York, unité spéciale (saison 6, épisode 7) :  avocat de la défense Geoffrey Downs